# PeaZip
PeaZip é um gerenciador de arquivos gratuito e de código aberto e arquivador de arquivos para Microsoft Windows, Linux e BSD, desenvolvido por Giorgio Tani. Ele suporta o formato de arquivo PEA nativo e outros formatos principais, com foco especial no tratamento de formatos abertos. Ele suporta 210 extensões de arquivo. O PeaZip utiliza o mesmo motor do 7-Zip. O software comprime arquivos nos formatos 7Z, ARC, BZ2, GZ, PAQ/ZPAQ, PEA, QUAD/BALZ,TAR, UPX e ZIP e realiza a descompressão das extensões ACE, ARJ, CAB, DMG, ISO, LHA,RAR, UDF, dentre outras.